# Гжель

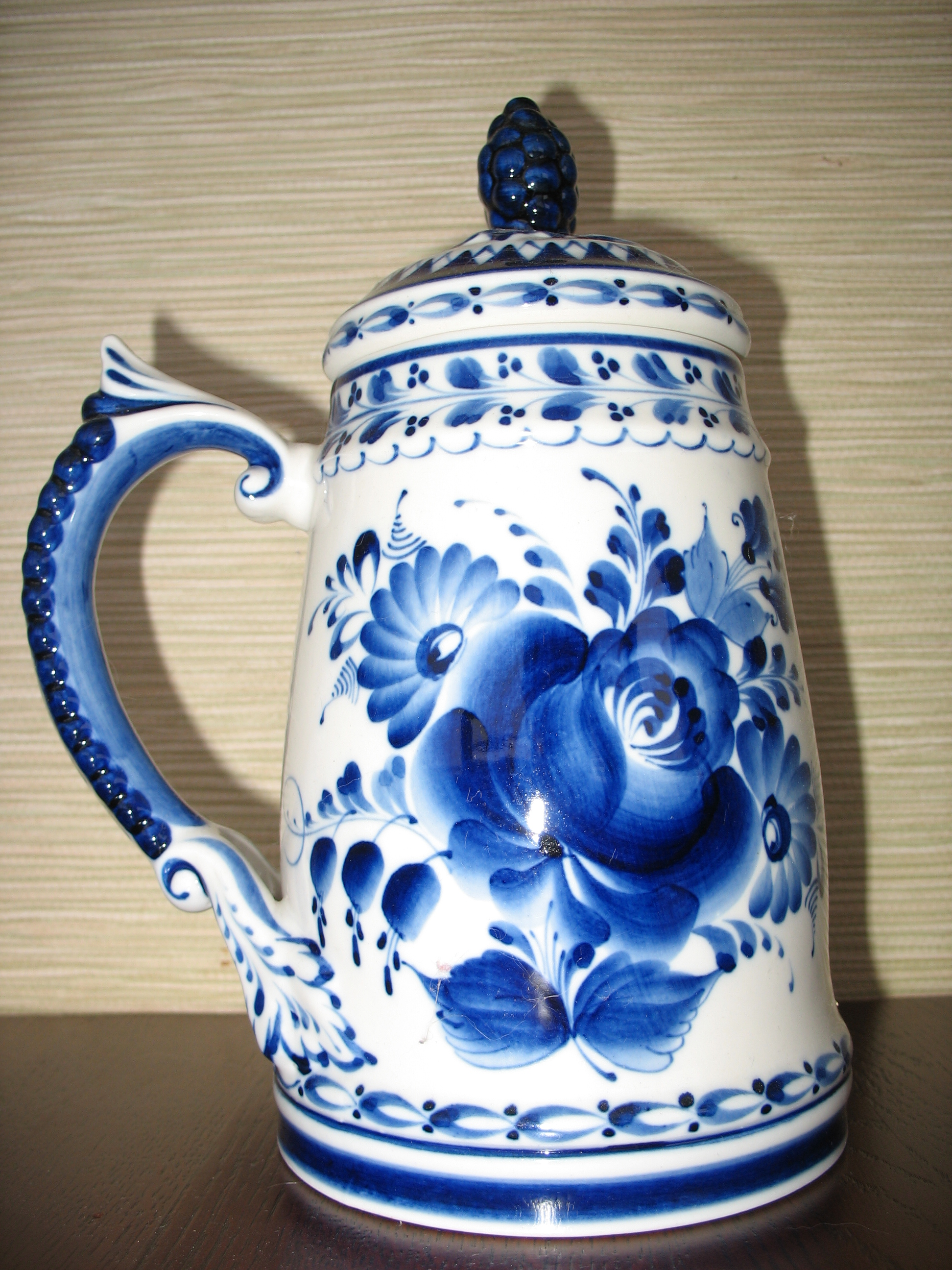
Коновка з гжельським розписом

Гжель — російський народний промисел, вид російського народного розпису в характерній блакитно-синій гамі, а також один з центрів виробництва кераміки. З історичного і культурного погляду «Гжель» — обширний район (у XIX ст. — «фабричний округ») у Підмосков'ї, що складається з 27 сіл, об'єднаних у «Гжельський кущ», який отримав назву за селом Гжель. Зараз він входить у Раменський район Московської області, Росія. До адміністративної реформи 1929 року «Гжельський кущ» належав Богородському і Бронницькому повітам Московської губернії.

## Історія
Село Гжель здавна славилось своїми глинами. Широкий видобуток різних сортів глини вівся тут з середини XVII століття. У 1663 році цар Олексій Михайлович видав указ «у гжельській волості для аптекарських і алхімічних посудин прислати глини, що годиться до аптекарських посудин». Тоді ж для Аптекарського приказу було доставлено в Москву 15 возів глини з Гжельської волості і «повеліно держати ту глину на аптекарські діла: і надалі ту глину зо Гжельської волості указав цар мати і возити тієї ж волості селянам, як же глина в Аптекарський приказ потрібна буде». У 1812 році Гжельська волость була цілком приписана до Аптекарського приказу для «алхімічного посуду».
До середини XVIII століття Гжель робила звичайний для того часу гончарний посуд, виготовляла цеглу, гончарні труби, кахлі, а також примітивні дитячі іграшки, постачаючи їх Москві. Припускають, що кількість випусканих тоді іграшок має злічуватися сотнями тисяч штук на рік.
На 1812 рік у Гжелі налічувалось 25 заводів, що випускали посуд. Серед них найбільш популярними були заводи Єрмила Іванова і Лаптєвих у селі Кузяєво. З підписів на збережених виробах відомі майстри Никифор Семенович Гусятников, Іван Никифорович Срослей, Іван Іванович Кокун. Окрім посуду, робили іграшки у вигляді птахів і звірів та декоративні статуетки на теми з російського побуту. Блискучі білі коники, вершники, пташки, ляльки, мініатюрний посуд розписувалися ліловою, жовтою, синьою і коричневою фарбами в своєрідному народному стилі. Фарби наносились пензлем. Мотивами цього розпису є декоративні квіти, листя, трави.
Після 1802 року, коли була знайдена світла сіра глина поблизу села Мініно, у Гжелі виникло виробництво півфаянсу, з якого у величезній кількості робили квасники, глеки, куманці. З другої половини 20-х років XIX століття багато виробів розписували тільки синьою фарбою. Можливо, на закріплення в розпису знаменитої кобальтової гами справили вплив голландські кахлі і китайська порцеляна.
У Словнику Брокгауза і Єфрона кінця XIX століття повідомляється, що Гжельський промисловий округ тоді обіймав Бронницький повіт і Карповську волость Богородського повіту Московської губернії, а також частину Владимирської губернії. Гжельська волость тоді налічувала 16 поселень і понад 10 000 жителів.
У 1912 році на Казанській залізниці на гілці Москва-Черусті була відкрита станція, що отримала за місцевістю назву Гжель. Надалі біля станції виросло селище Гжель, що складається з двох частин: так званого «Селища вапняного заводу», чи «Вапняного» (рос. Известковый) — за знесеним вапняним заводом, і «Селище цегельного заводу» чи «Труженик».

## Сучасність
Гжельську продукцію за видом матеріалу поділяють на порцеляну і майоліку, а за способом розпису — на наглазурну і підглазурну. Наглазурний розпис більш чутливий до необережного поводження, такий посуд має чисто декоративну функцію. Вироби з підглазурним розписом після нанесення фарби покривають захисною глазур'ю, що після випалення утворює на поверхні міцну захисну плівку.
Заготовки для посуду створюються зараз методом шлікерного лиття в гіпсові форми. Після до них вручну кріплять ручки, дужки, додають декоративні деталі, ретельно відшліфовують. Далі заготовки направляють на перший випал, що триває 8 годин. Випалені вироби проходять суворий контроль якості, і тільки ті, на яких не було виявлено дефектів, ідуть на розпис. Перевірку здійснюють за допомогою розчину фуксину, у який занурюють посуд: фуксин робить помітними навіть найдрібніші ґанджі. Розписують вироби фарбою на основі окису кобальту, після чого покривають глазур'ю. Другий випал триває набагато довше першого, і під дією високої температури в печі темно-сіра кобальтова фарба набуває синьо-блакитних тонів.

## Галерея

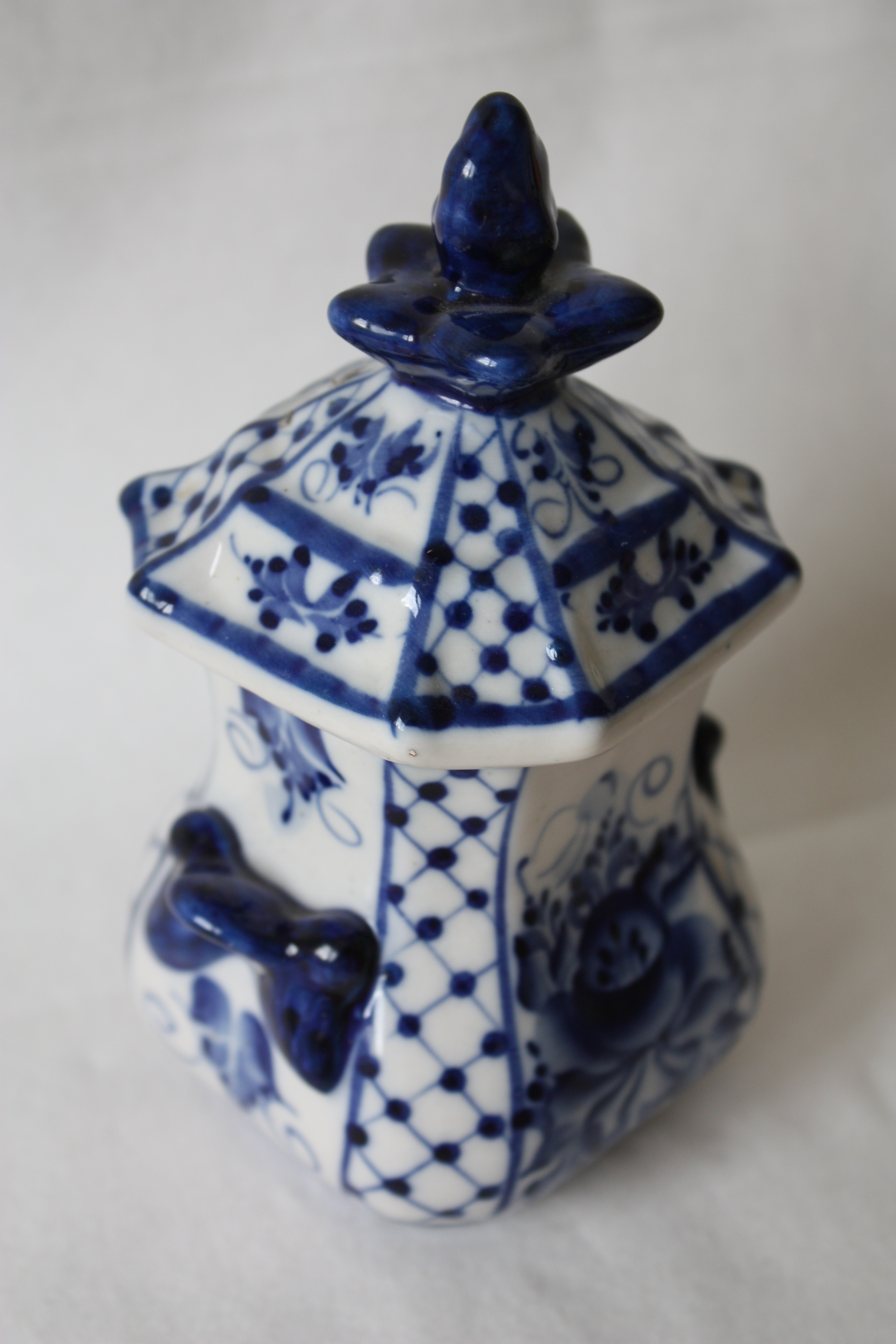
Керамічна посудина з Гжелі
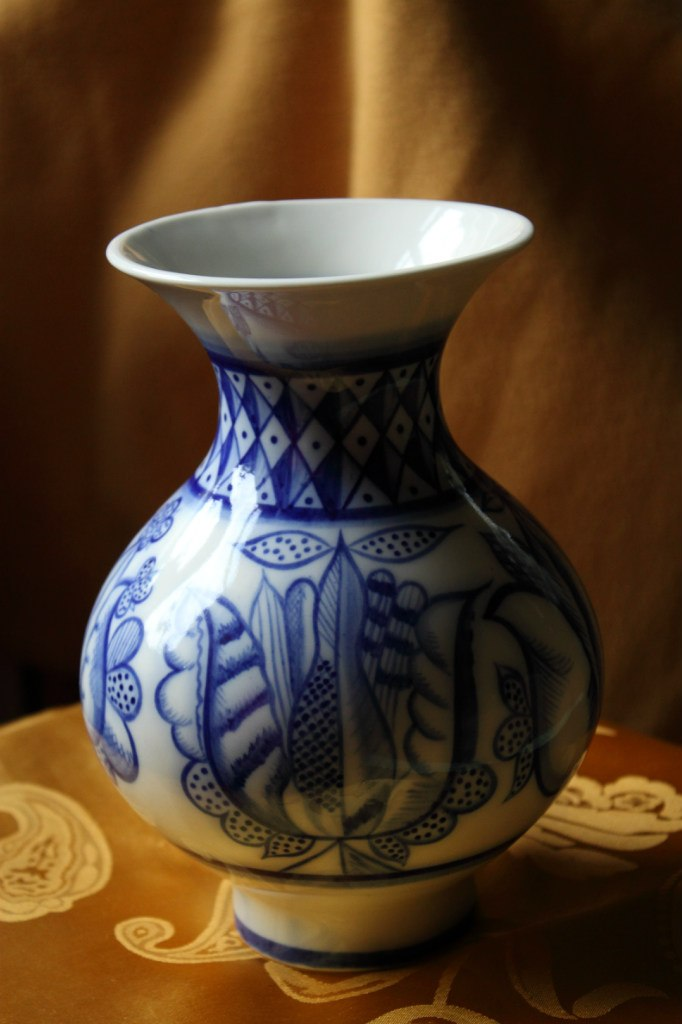
Ваза в гжельському стилі з ромбовим і рослинним орнаментом
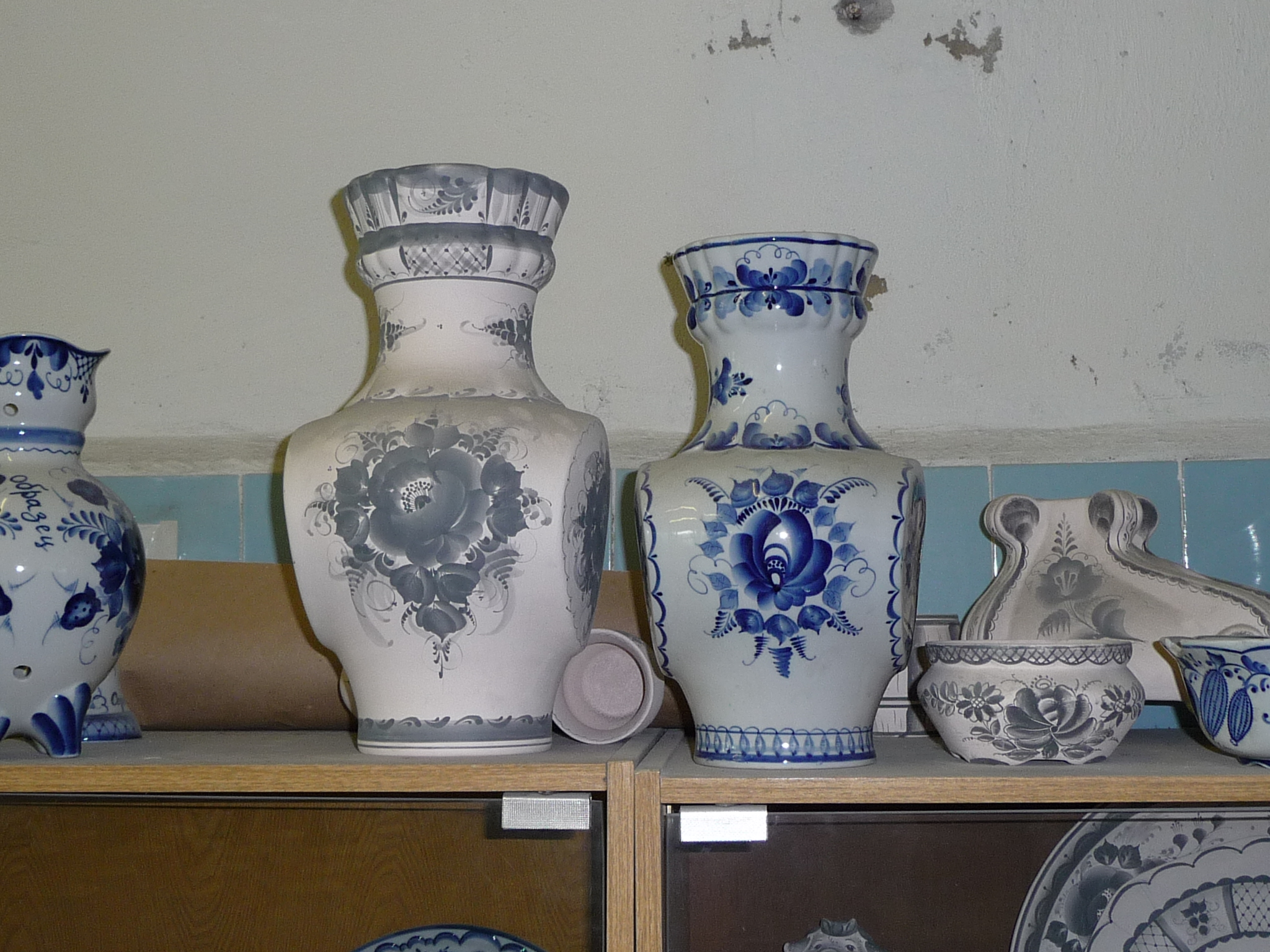
Ваза до випалення і після нього
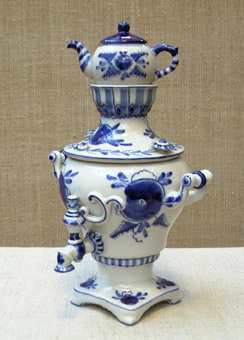
Гжельський порцеляновий самовар
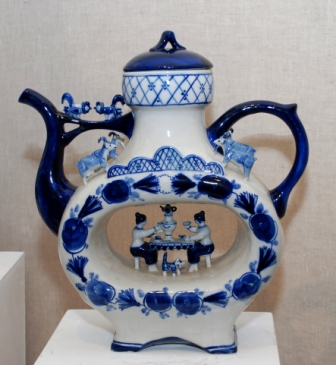
Порцеляновий чайник з внутрішньою різьбою
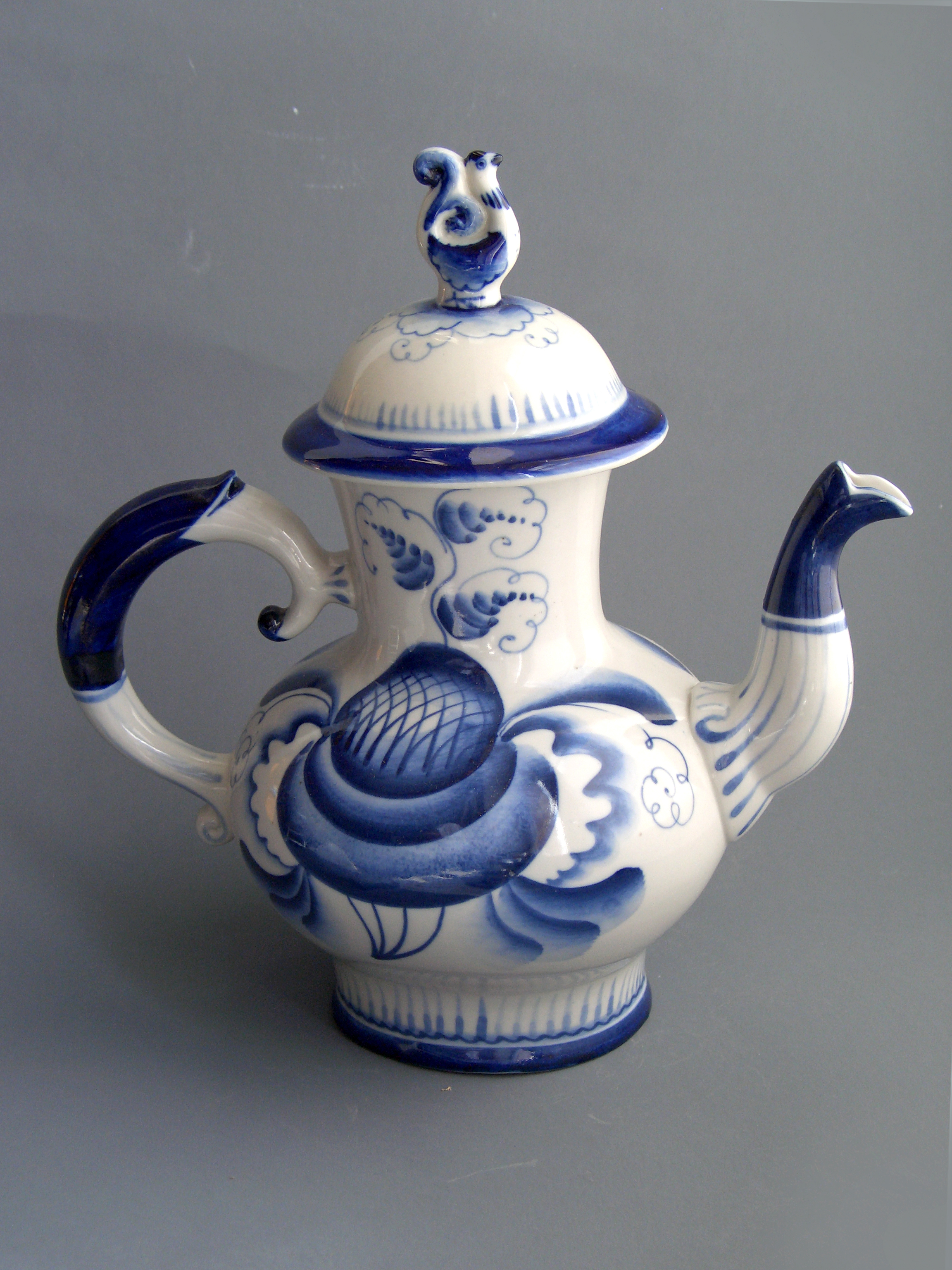
Гжельський куман
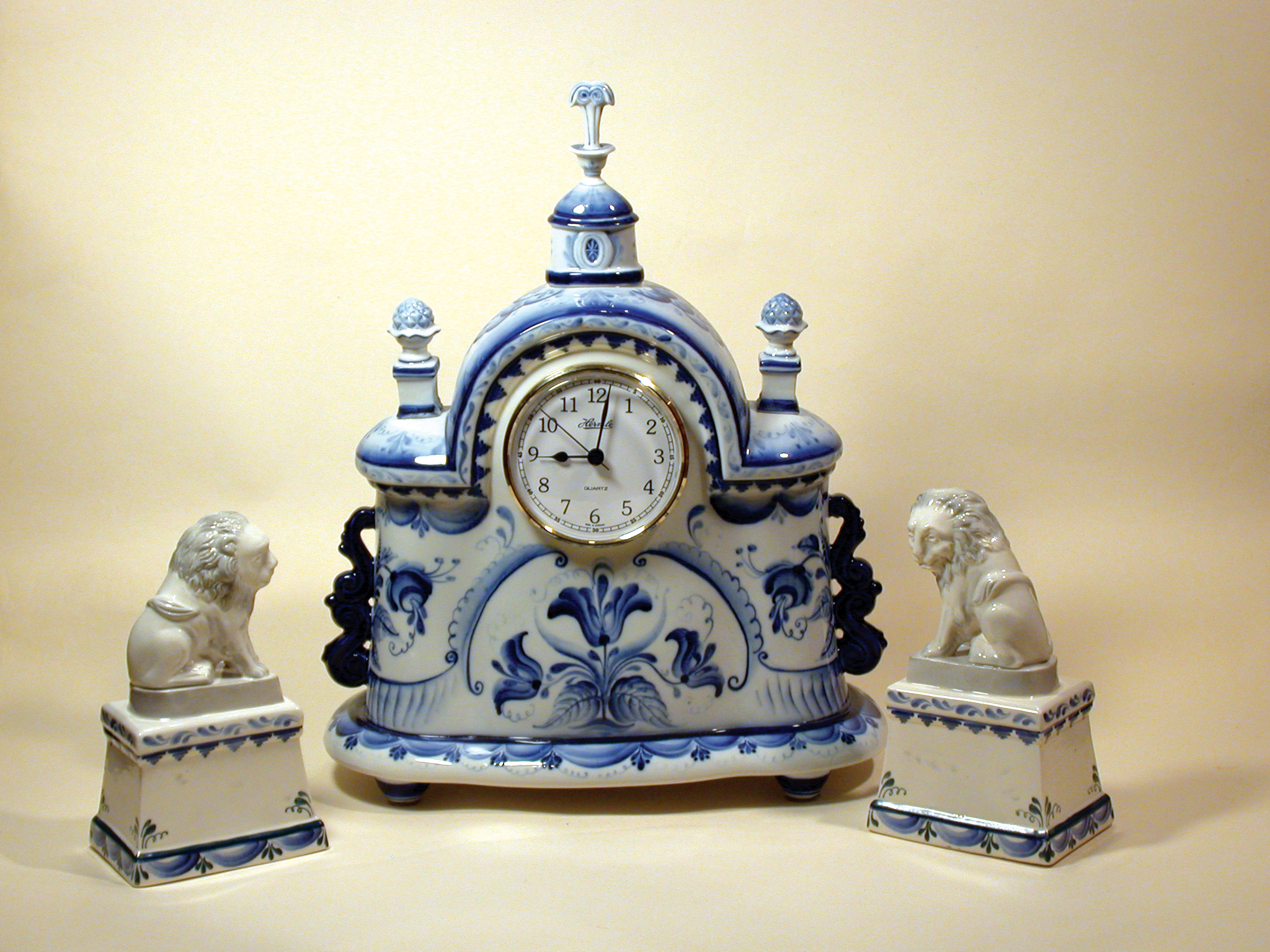
Гжельський годинник, село Кусково
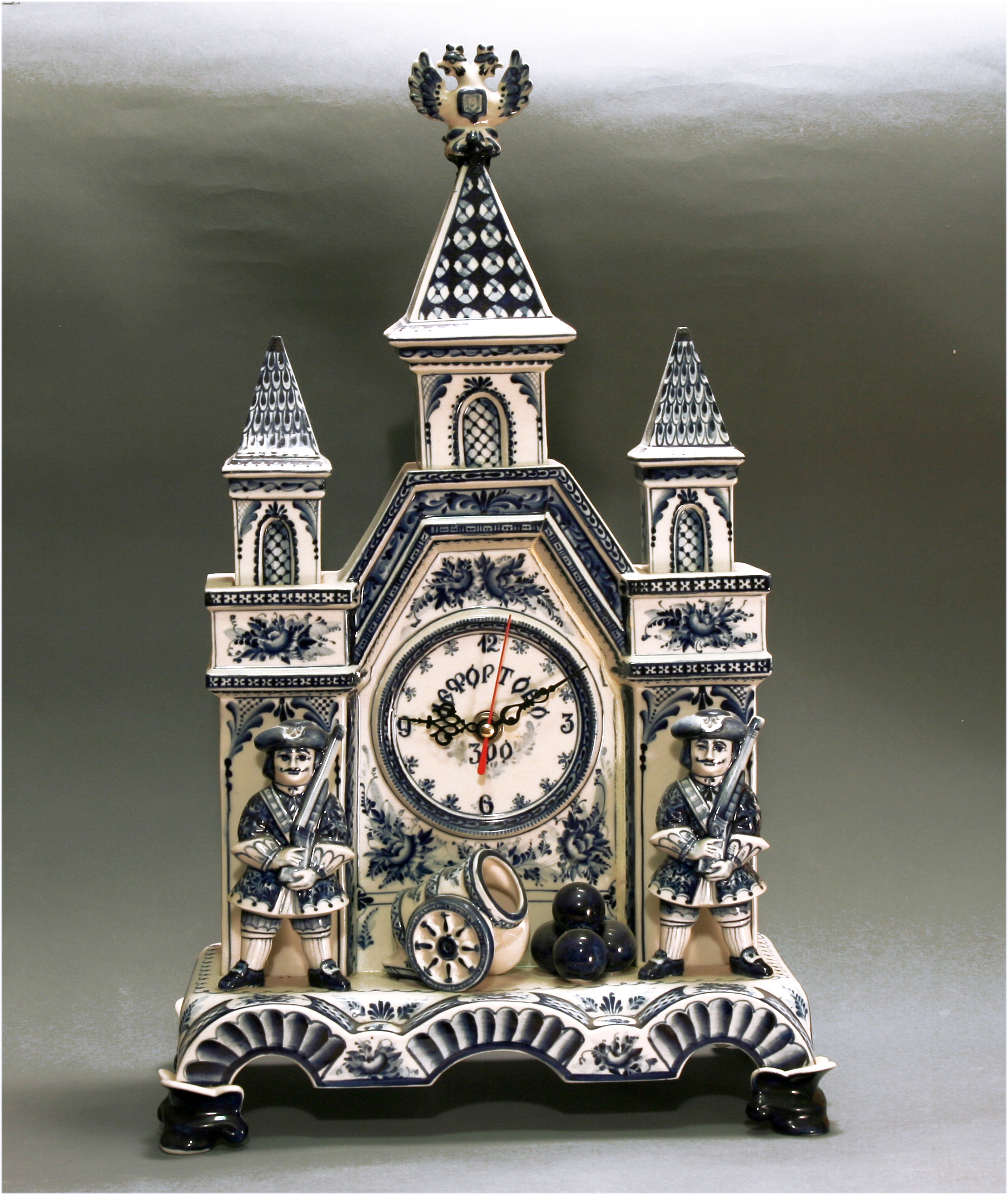
Годинник «Лефортово»
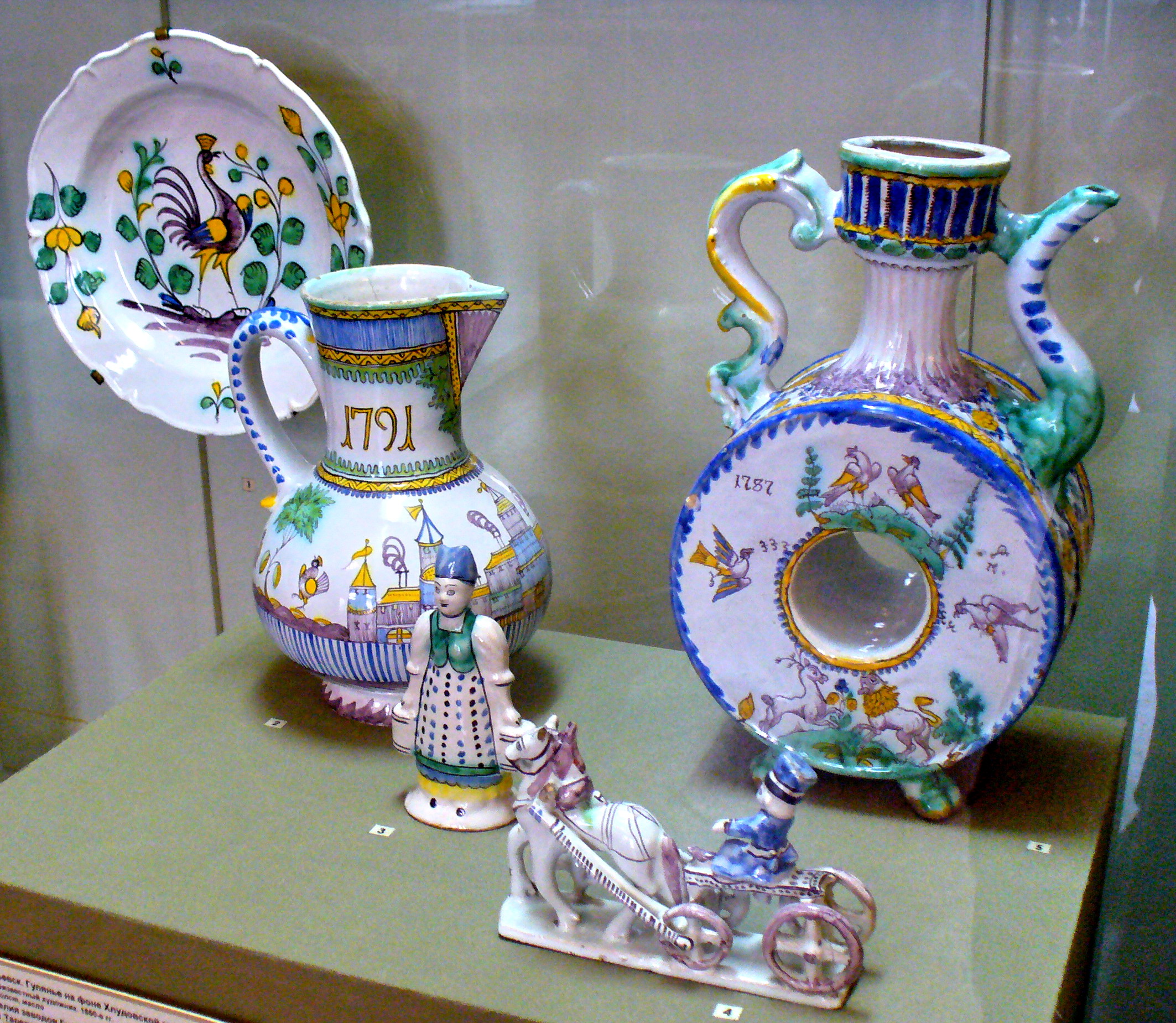
Глек і квасник. Майоліка
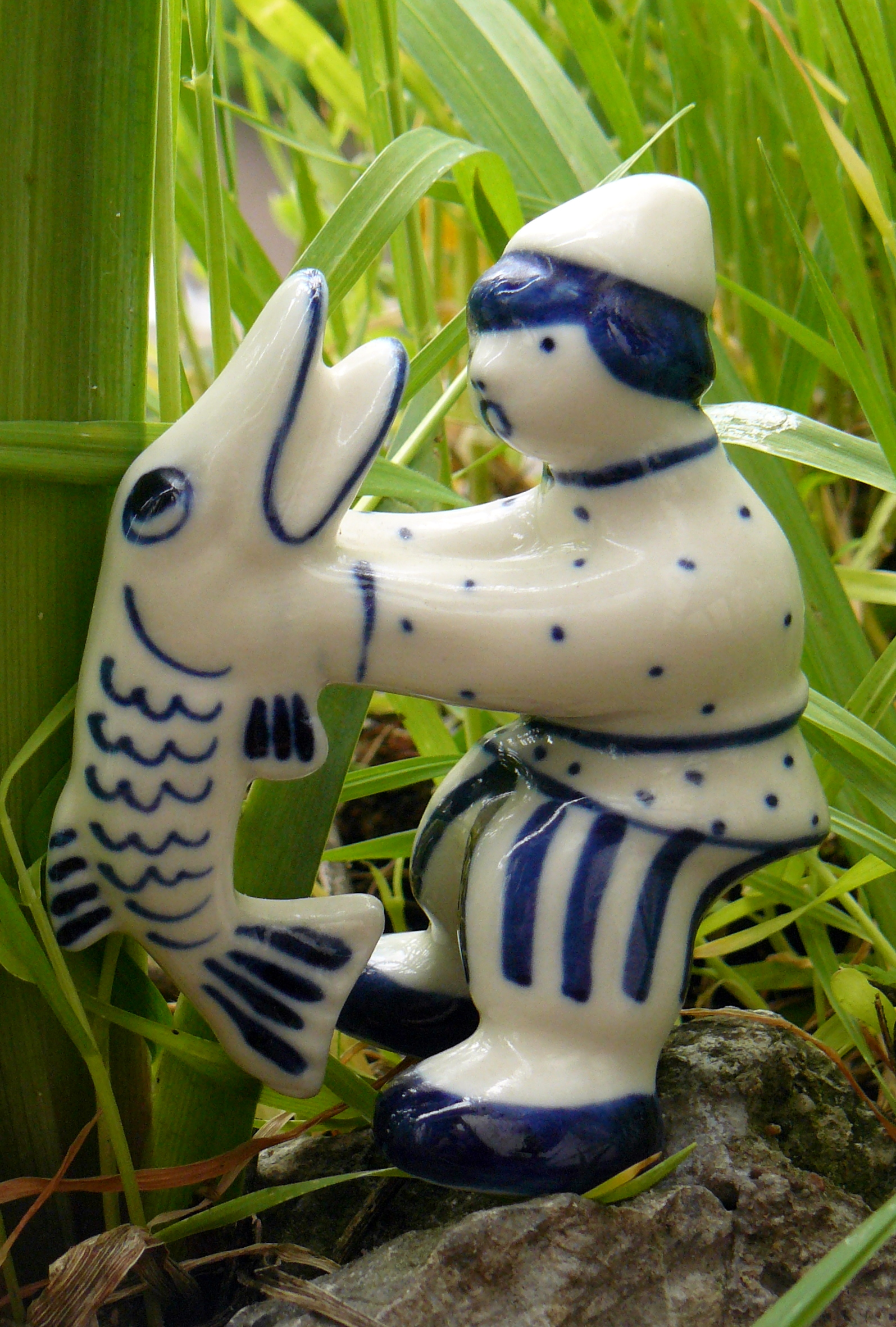
Гжельська статуетка «Ємеля»
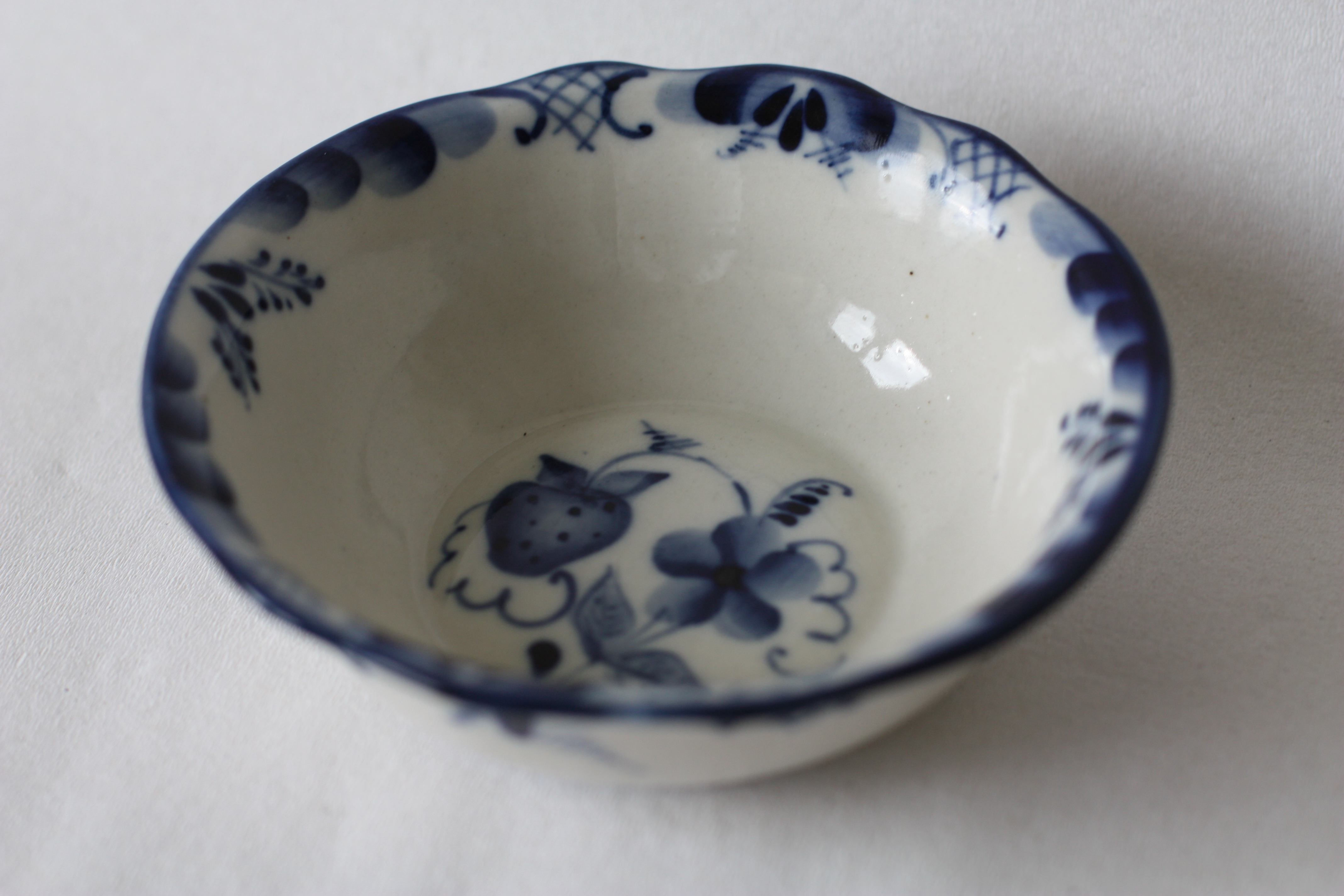
Гжельська плошка
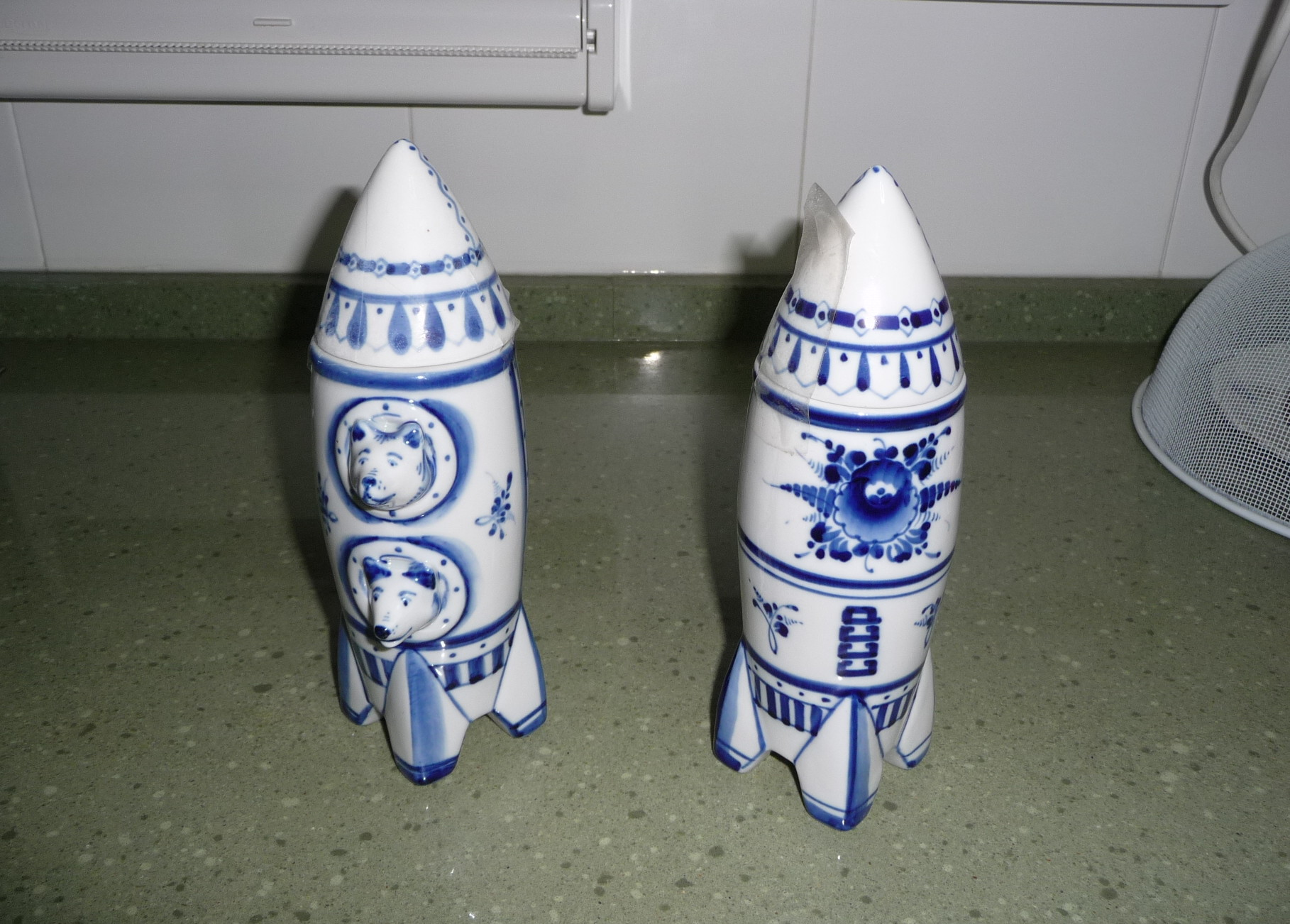
Гжельські ракети
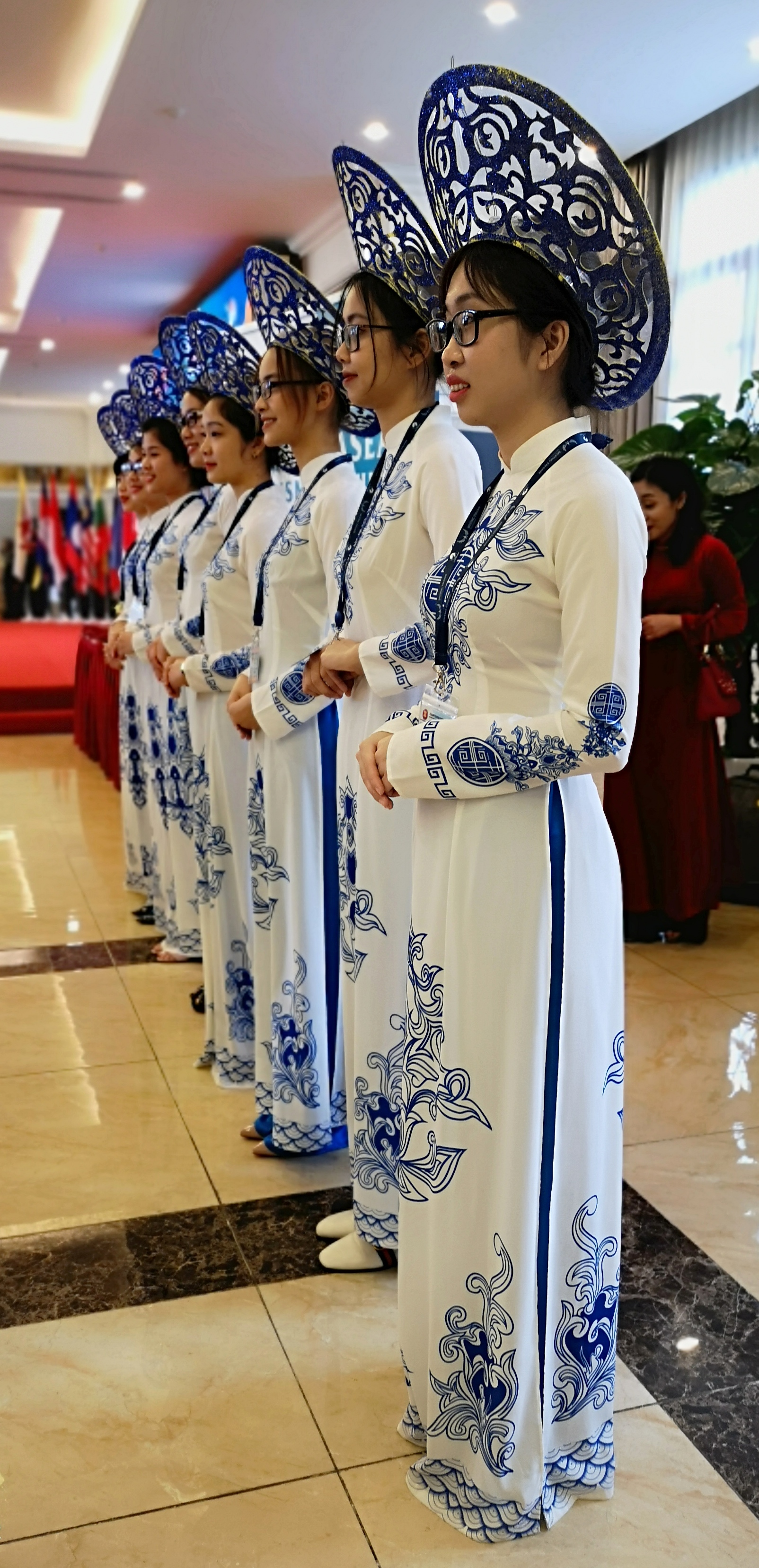
Костюми в гжельському стилі на церемонії вручення премії ASEAN Tourism Awards 2019 року